# Svansmätare
Svansmätare (Ourapteryx sambucaria) är en fjärilsart som beskrevs av Carl von Linné 1758. Svansmätaren ingår i släktet Ourapteryx, och familjen mätare.
Vingspannet är 44-54 millimeter. Fjärilen förekommer i fuktig skogsmark, bryn, hagar, trädgårdar och parker i norra Europa upp till mellersta Skandinavien. Den är nattaktiv och dras till ljus. Arten är reproducerande i Sverige. Inga underarter finns listade.
Den full utvecklade fjärilen har ljusgula vingar. På de främre vingarna förekommer två tvärgående ljusbruna linjer och varje bakvinge kännetecknas av en ljusbrun tvärlinje. Dessutom har varje bakvinge ett långt och tydligt svansutskott. Artens bruna larv liknar en kvist utan förgrening i utseende.
I Norden sker fortplantningen främst i juni och juli. Längre söderut kan två generationer per år utvecklas. Larverna har olika växtdelar som föda, till exempel fläder och kaprifol.

## Bildgalleri

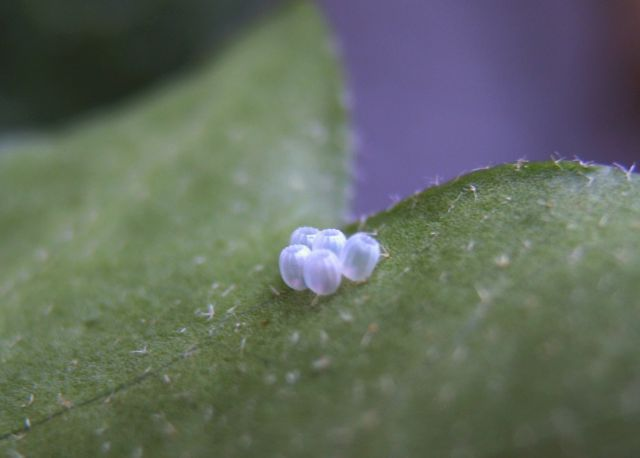
Fjärilens ägg
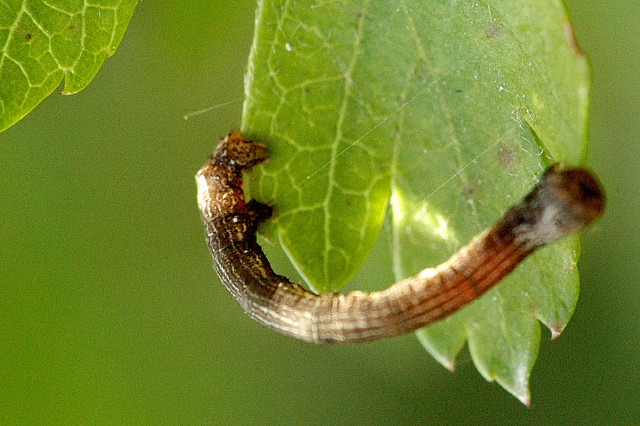
Fjärilens larv
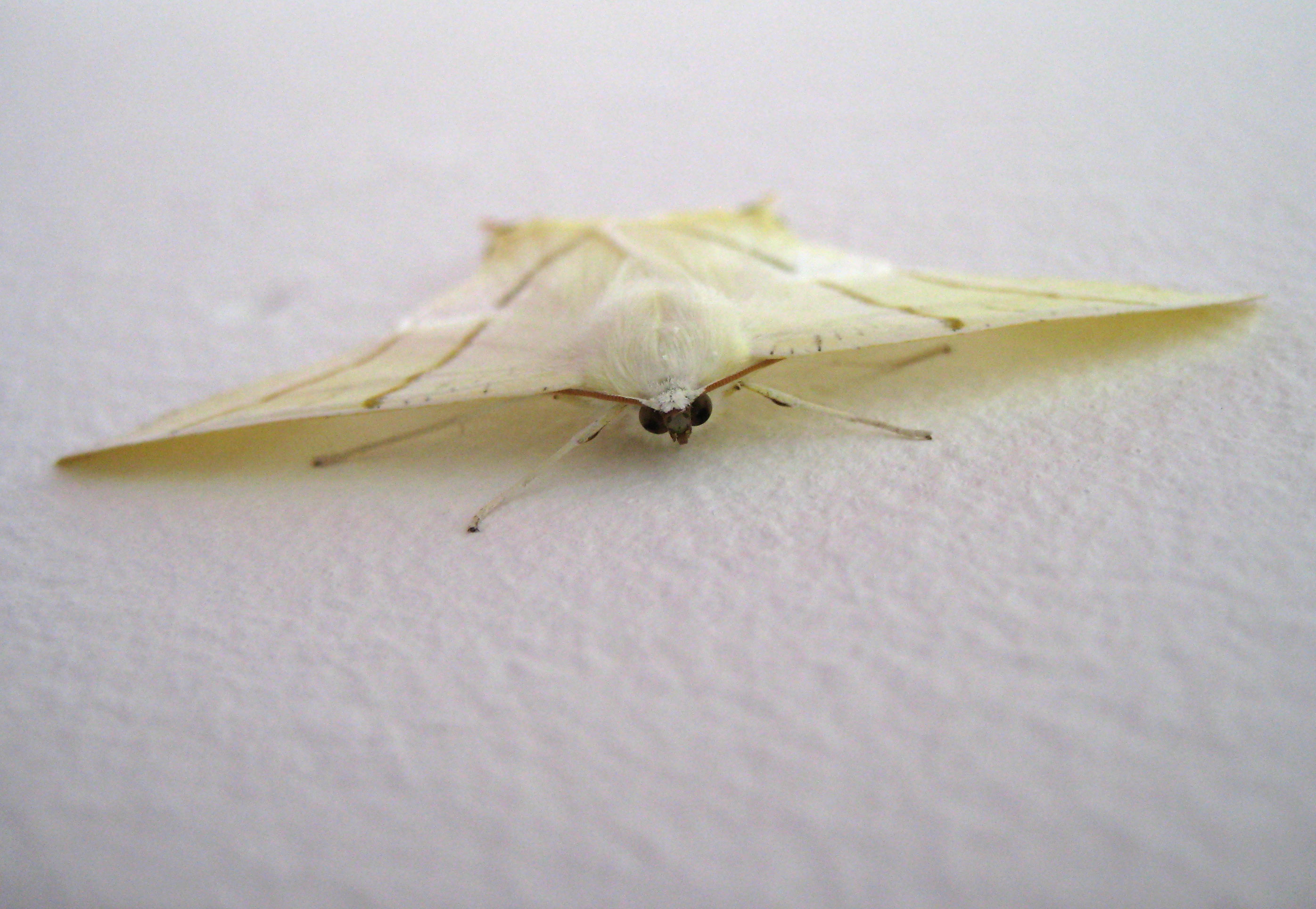
Imago fjäril

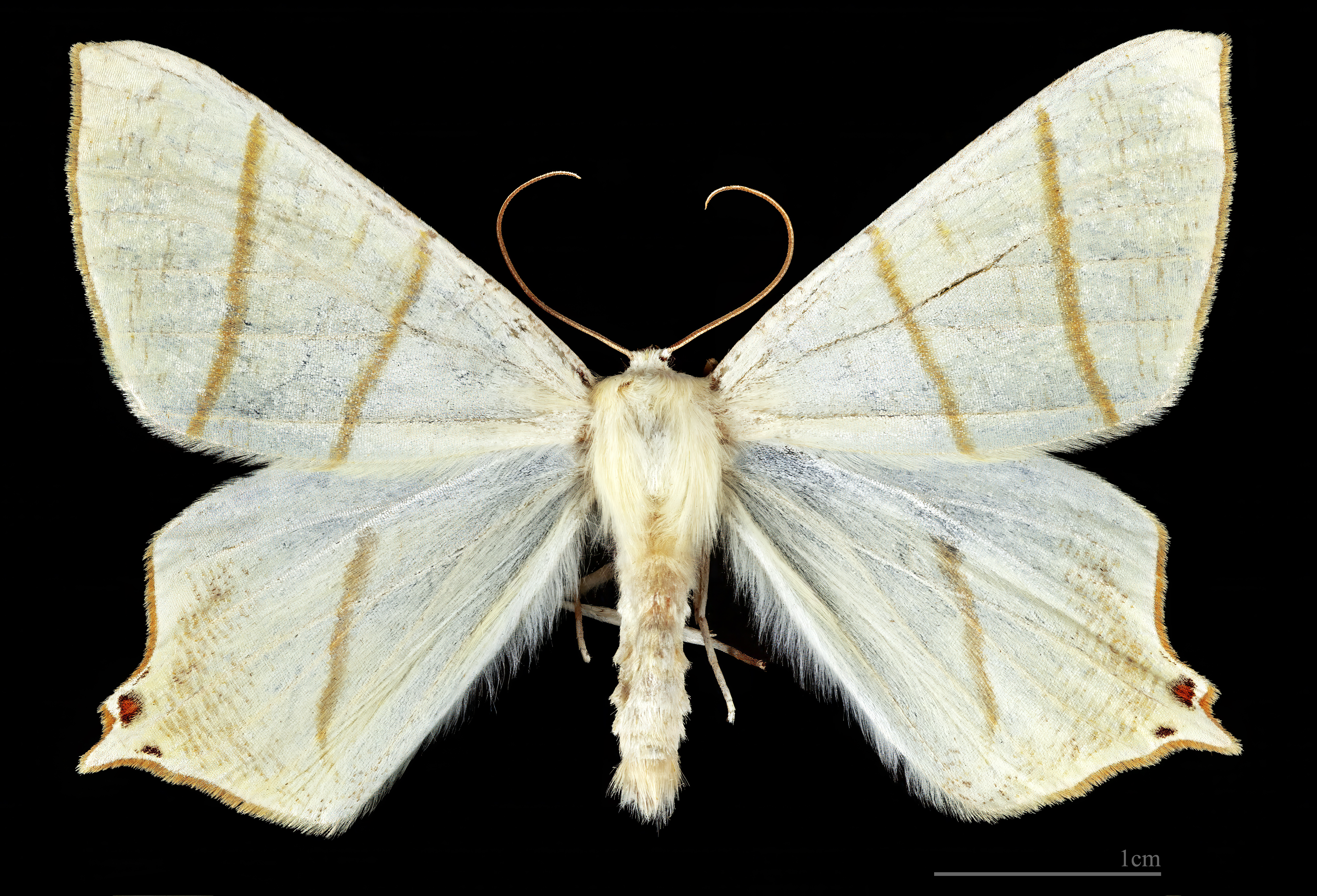
Preparerad (uppnålad) imago fjäril, hane ovansida
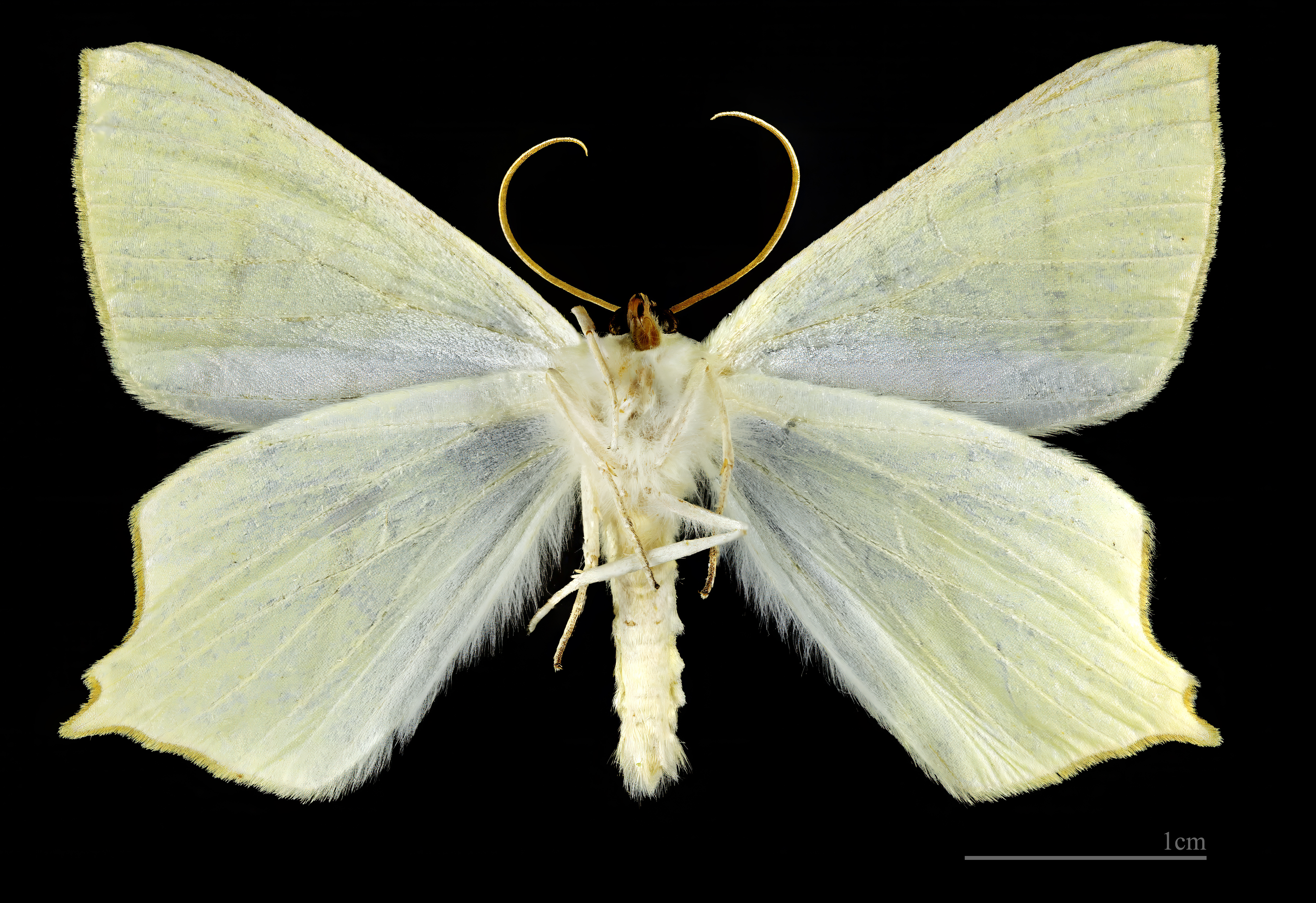
Preparerad (uppnålad) imago fjäril, hane undersida
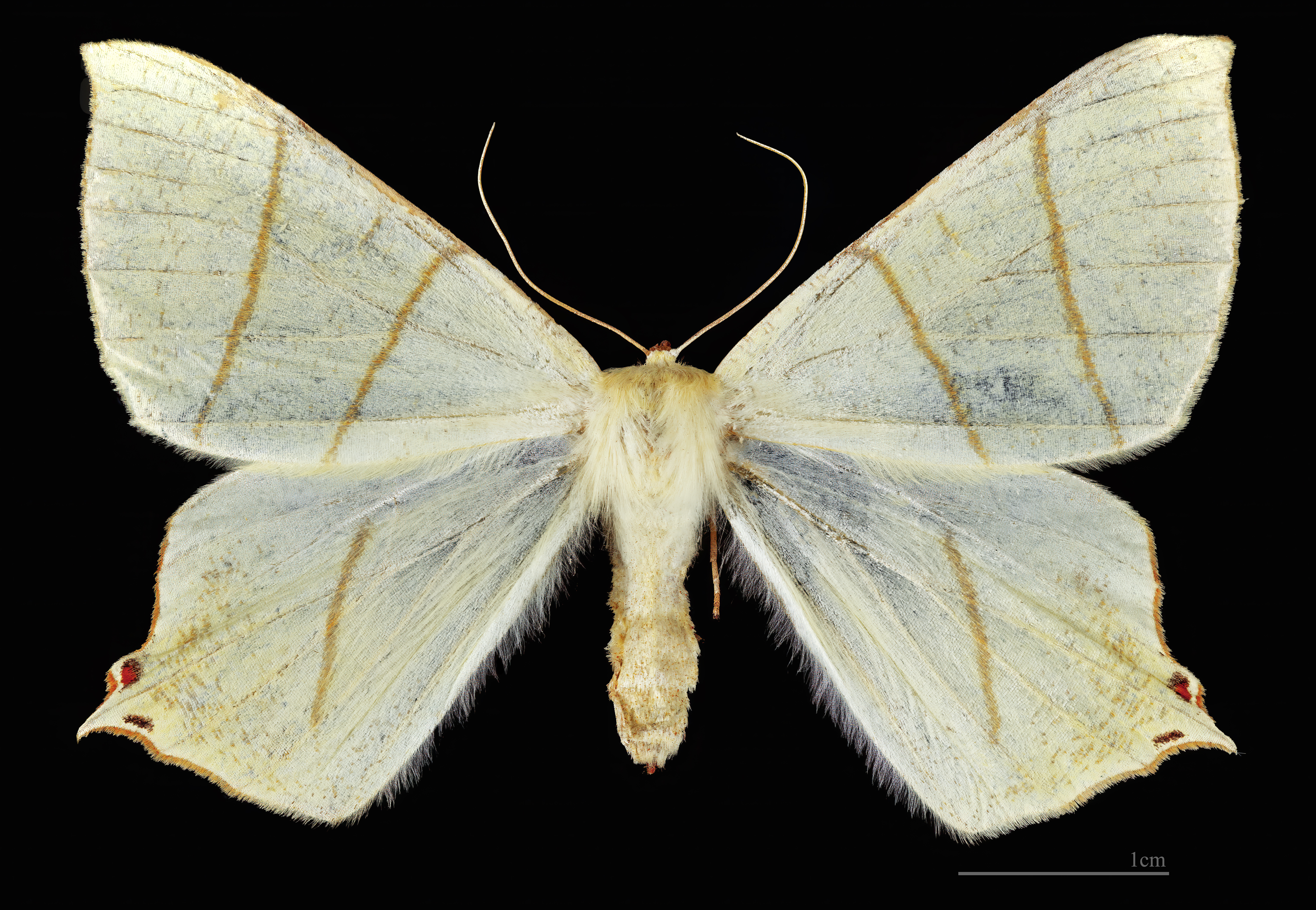
Preparerad (uppnålad) imago fjäril, hona ovansida
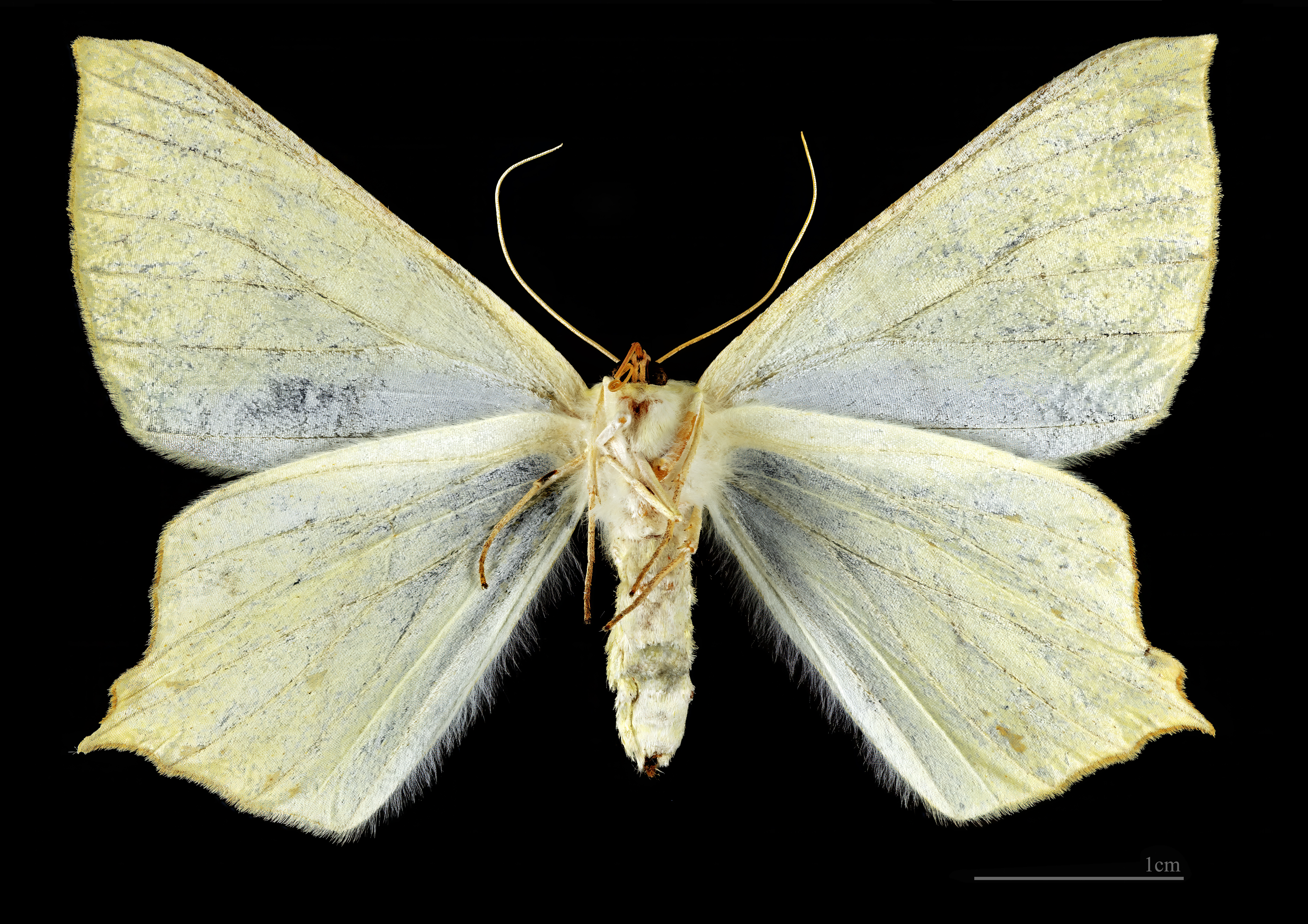
Preparerad (uppnålad) imago fjäril, hona undersida